# Ar-Rughajb
Ar-Rughajb – wieś w Syrii, w muhafazie Dajr az-Zaur. W 2004 roku liczyła 3066 mieszkańców.